# Gare de Jette
La gare de Jette (en néerlandais : station Jette) est une gare ferroviaire belge de la ligne 50 de Bruxelles à Gand, située place Cardinal Mercier, à proximité du centre-ville de Jette, en région de Bruxelles-Capitale.
Une halte est mise en service en 1858. Le bâtiment voyageurs de l'architecte Franz Seulen, ouvert en 1892, est classé.
C'est une gare de la Société nationale des chemins de fer belges (SNCB), desservie par des trains InterCity (IC) et Suburbains (S). Elle est également desservie par la ligne 19 du tramway de Bruxelles.

## Situation ferroviaire
Établie à 29 mètres d'altitude, la gare de Jette est située au point kilométrique (PK) 4,10 de la ligne 50 de Bruxelles à Gand, entre les gares de Bockstael et de Berchem-Sainte-Agathe. Gare de bifurcation, elle est l'origine de la ligne 60, de Jette à Termonde.

## Histoire
La ligne de Bruxelles à Gand est ouverte à l'exploitation le 1er mai 1856 pour le compte des Chemins de fer de l'État belge, il faut néanmoins attendre le 20 septembre 1858 pour qu'une halte soit mise en service à Jette. Elle ne dispose pas de voies d'évitement. Un premier bâtiment est édifié au début des années 1860 se montre rapidement trop petit pour accueillir l'important trafic de voyageurs venant de la région flamande, notamment les nombreux ouvriers qui utilisent cet arrêt pour venir au travail. Le bâtiment actuel, dessiné par l’architecte Franz Seulen sera inauguré le 15 novembre 1892. En 1881, l’État belge finalise la construction de la ligne de Termonde à Jette.
En 2010 débutent des travaux de rénovation de la gare et de ses abords, ils sont programmés pour se terminer à la fin de l'année 2012. Ce projet de réaménagement, en prévision de l'arrivée de trains RER, a été amendé pour ne pas détruire les abris de quais en fer forgé datant de 1892.
Le jeudi 29 septembre 2011, un ouvrier décède et deux autres sont gravement blessés lors d'un accident sur le chantier de rénovation de la gare.

## Service des voyageurs

### Accueil
Gare SNCB, elle dispose d'un bâtiment voyageurs, avec guichet, ouvert du lundi au vendredi et fermé les samedis et dimanches. Un buffet est installé en gare.
Depuis la rénovation de la gare, deux souterrains permettent la traversée des voies et le passage d'un quai à l'autre. L'un de ces souterrains est doté d'ascenseurs ce qui rend la gare entièrement accessible aux PMR.

### Desserte
Jette est desservie par des trains InterCity (IC) et Suburbains (S3, S4 et S10) de la SNCB, circulant sur les lignes commerciales 50 et 60,.
En semaine, la desserte, cadencée à l’heure, comprend :
- des trains IC reliant Courtrai à Saint-Nicolas, via Termonde ;
- des trains S3 circulant entre Termonde et Zottegem ;
- des trains S4 circulant entre Vilvorde et Alost ;
- des trains S10 circulant entre Bruxelles-Midi et Termonde ;
- des trains S10 circulant entre Bruxelles-Midi et Alost, renforcés par un train S10 supplémentaire en heure de pointe (le matin vers Bruxelles et l’après-midi vers Alost).

Les week-ends et jours fériés, la desserte est constituée comme suit et également cadencée à l’heure :
- des trains IC entre Gand-Saint-Pierre et Lokeren via Bruxelles ;
- des trains S10 circulant entre Bruxelles-Midi et Termonde ;
- des trains S10 circulant entre Bruxelles-Midi et Alost.

Cas particulier : l'itinéraire complet du S10 est Termonde – Jette – Bruxelles-Ouest – Bruxelles-Midi – Bruxelles-Nord – Jette – Alost (plus les gares intermédiaires) ou vice-versa ; il change de numéro de train à Bruxelles-Midi pour éviter de passer deux fois à Jette sous le même numéro.

### Intermodalité
Un parc pour les vélos et un parking pour les véhicules y sont aménagés.
La gare est desservie par l'arrêt « Gare de Jette » de la ligne 19 du tramway de Bruxelles et des bus des lignes 14 et 88 du réseau STIB. Elle se situe non loin de l’arrêt Cimetière de Jette offrant une correspondances avec les lignes 51, 62 et 93.

## Comptage voyageurs
Ce graphique et tableau montre le nombre de voyageurs embarquant en moyenne durant la semaine, le samedi et le dimanche.
| Nombre de passagers qui embarquent à la gare de Jette | Nombre de passagers qui embarquent à la gare de Jette | Nombre de passagers qui embarquent à la gare de Jette | Nombre de passagers qui embarquent à la gare de Jette |
|                                                       | Semaine                                               | Samedi                                                | Dimanche                                              |
| ----------------------------------------------------- | ----------------------------------------------------- | ----------------------------------------------------- | ----------------------------------------------------- |
| 1977                                                  | 3 695                                                 | 672                                                   | 648                                                   |
| 1978                                                  | 4 078                                                 | 565                                                   | 587                                                   |
| 1979                                                  | 3 751                                                 | 372                                                   | 364                                                   |
| 1980                                                  | 3 255                                                 | 384                                                   | 322                                                   |
| 1981                                                  | 3 305                                                 | 565                                                   | 532                                                   |
| 1982                                                  | 3 400                                                 | 581                                                   | 356                                                   |
| 1983                                                  | 2 818                                                 | 1 684                                                 | 278                                                   |
| 1984                                                  | 2 546                                                 | 308                                                   | 241                                                   |
| 1985                                                  | 2 455                                                 | 326                                                   | 266                                                   |
| 1986                                                  | 2 209                                                 | 359                                                   | 242                                                   |
| 1987                                                  | 2 095                                                 | 303                                                   | 282                                                   |
| 1988                                                  | 2 083                                                 | 369                                                   | 269                                                   |
| 1989                                                  | 1 888                                                 | 319                                                   | 204                                                   |
| 1990                                                  | 2 024                                                 | 338                                                   | 290                                                   |
| 1991                                                  | 1 682                                                 | 277                                                   | 226                                                   |
| 1992                                                  | 1 791                                                 | 310                                                   | 299                                                   |
| 1993                                                  | 1 755                                                 | 342                                                   | 276                                                   |
| 1994                                                  | 1 760                                                 | 292                                                   | 263                                                   |
| 1995                                                  | 1 982                                                 | 249                                                   | 192                                                   |
| 1996                                                  | 1 909                                                 | 266                                                   | 181                                                   |
| 1997                                                  | 1 916                                                 | 306                                                   | 288                                                   |
| 1998                                                  | 2 174                                                 | 242                                                   | 240                                                   |
| 1999                                                  | 1 815                                                 | 260                                                   | 230                                                   |
| 2000                                                  | 2 108                                                 | 2 118                                                 | 1 342                                                 |
| 2001                                                  | 2 009                                                 | 244                                                   | 226                                                   |
| 2002                                                  | 1 992                                                 | 274                                                   | 216                                                   |
| 2003                                                  | 2 112                                                 | 274                                                   | 264                                                   |
| 2004                                                  | 2 140                                                 | 296                                                   | 236                                                   |
| 2005                                                  | 2 325                                                 | 309                                                   | 269                                                   |
| 2006                                                  | 2 325                                                 | 332                                                   | 252                                                   |
| 2007                                                  | 2 584                                                 | 336                                                   | 270                                                   |
| 2008                                                  | -                                                     | -                                                     | -                                                     |
| 2009                                                  | 2 548                                                 | 301                                                   | 277                                                   |
| 2010                                                  | -                                                     | -                                                     | -                                                     |
| 2011                                                  | -                                                     | -                                                     | -                                                     |
| 2012                                                  | 2 319                                                 | 334                                                   | 363                                                   |
| 2013                                                  | 2 354                                                 | 365                                                   | 267                                                   |
| 2014                                                  | 2 635                                                 | 316                                                   | 303                                                   |
| 2015                                                  | 2 824                                                 | 516                                                   | 472                                                   |
| 2016                                                  | 2 903                                                 | 550                                                   | 482                                                   |
| 2017                                                  | 3 064                                                 | 746                                                   | 664                                                   |
| 2018                                                  | 3 442                                                 | 673                                                   | 645                                                   |
| 2019                                                  | 3 484                                                 | 726                                                   | 585                                                   |
| 2020                                                  | 2 116                                                 | 641                                                   | 526                                                   |
| 2021                                                  | -                                                     | -                                                     | -                                                     |
| 2022                                                  | 3 081                                                 | 957                                                   | 836                                                   |
| 2023                                                  | 3 033                                                 | 1 195                                                 | 1 023                                                 |
| 2024                                                  | 3 773                                                 | 1 033                                                 | 798                                                   |

## Patrimoine ferroviaire
L'aspect du premier bâtiment est méconnu ; il datait de 1860-1865 et était peut-être une structure temporaire.
Les dessins du nouveau bâtiment, de style éclectique, réalisés par l'architecte Franz Seulen sont approuvés six ans avant son ouverture aux voyageurs 15 novembre 1892.
Le bâtiment de 1892 est partiellement classé comme monument,. Le processus pour un éventuel classement est ouvert le 10 novembre 1994, l'arrêté définitif de protection est publié le 13 avril 1995 avec la référence 2283-0020/0, il classe les façades et les toitures de la gare de Jette : « Par son caractère imposant, cette gare inspirée du style néo-Renaissance flamande est une architecture remarquable. Elle constitue un exemple typique de l'architecture ferroviaire du XIXe siècle. ».
Des travaux de rénovation débutés en 2010 risquaient de faire disparaître l'auvent en fer forgé d'un quai datant de 1892, qui n'était pas classé. Un accord entre la Direction des monuments et sites de la région et Infrabel permet finalement sa sauvegarde. Il a été démonté, restauré et réinstallé.

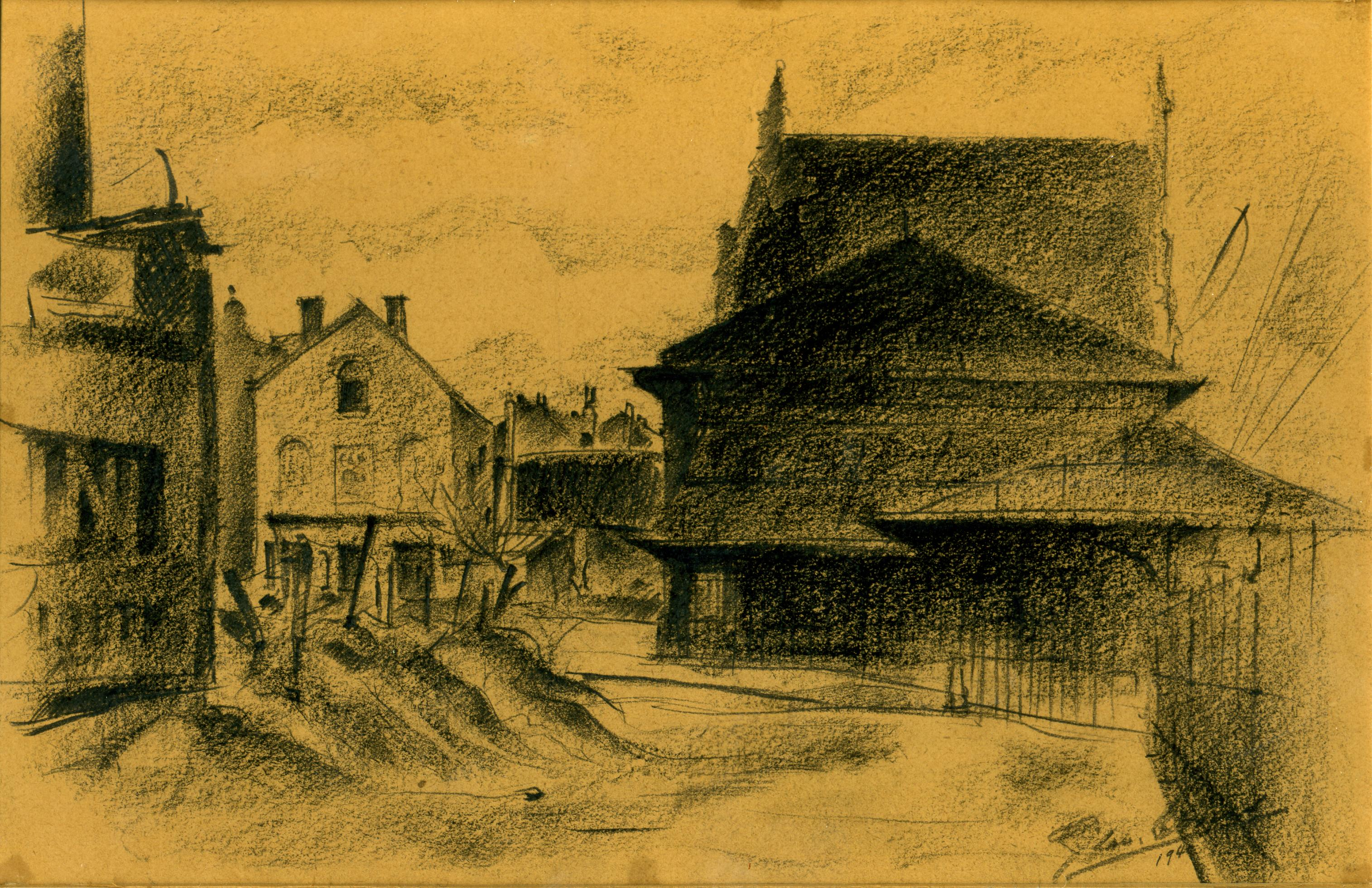
La gare en mars 1940 (dessin par Léon van Dievoet).
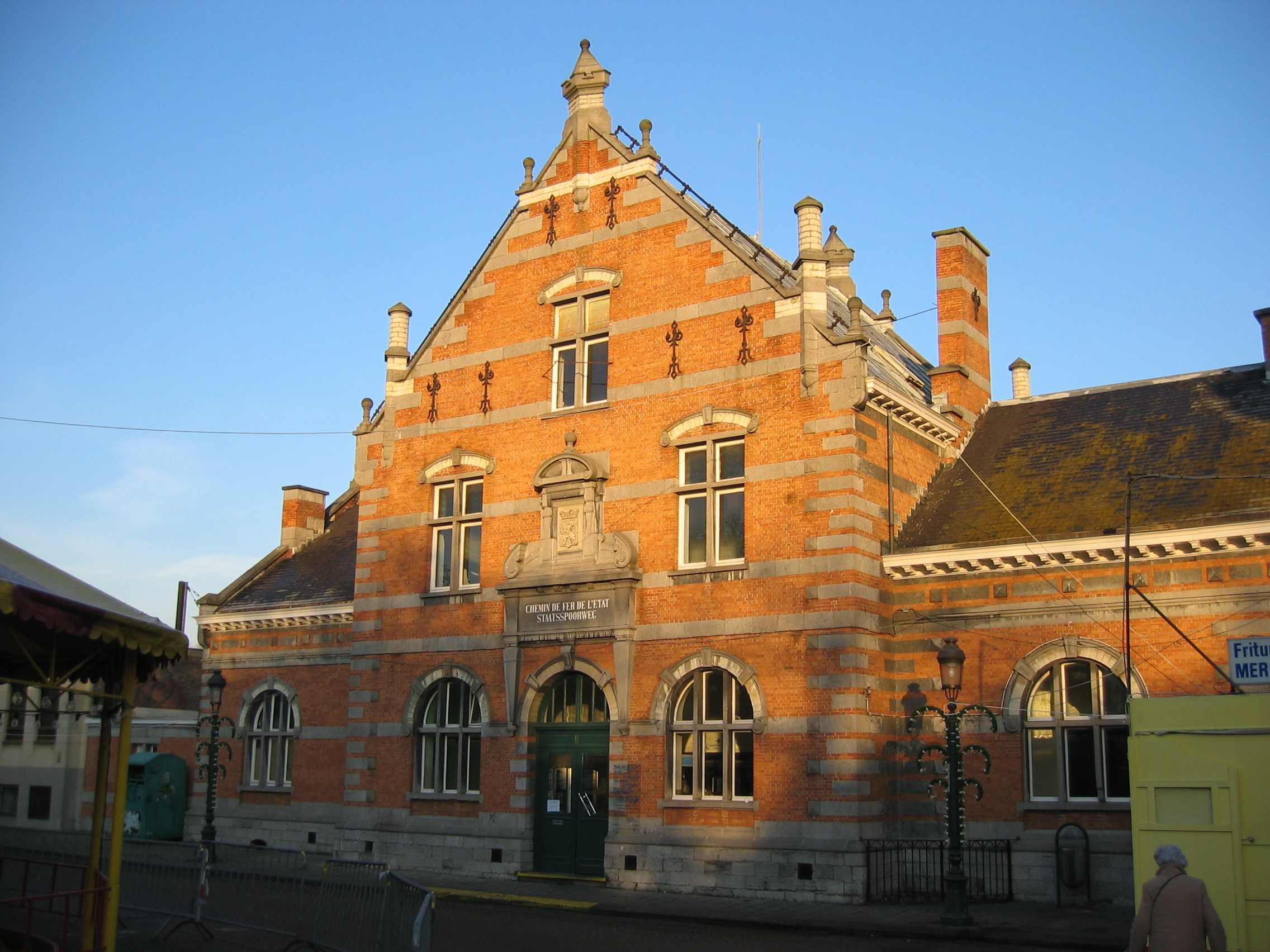
Façade.
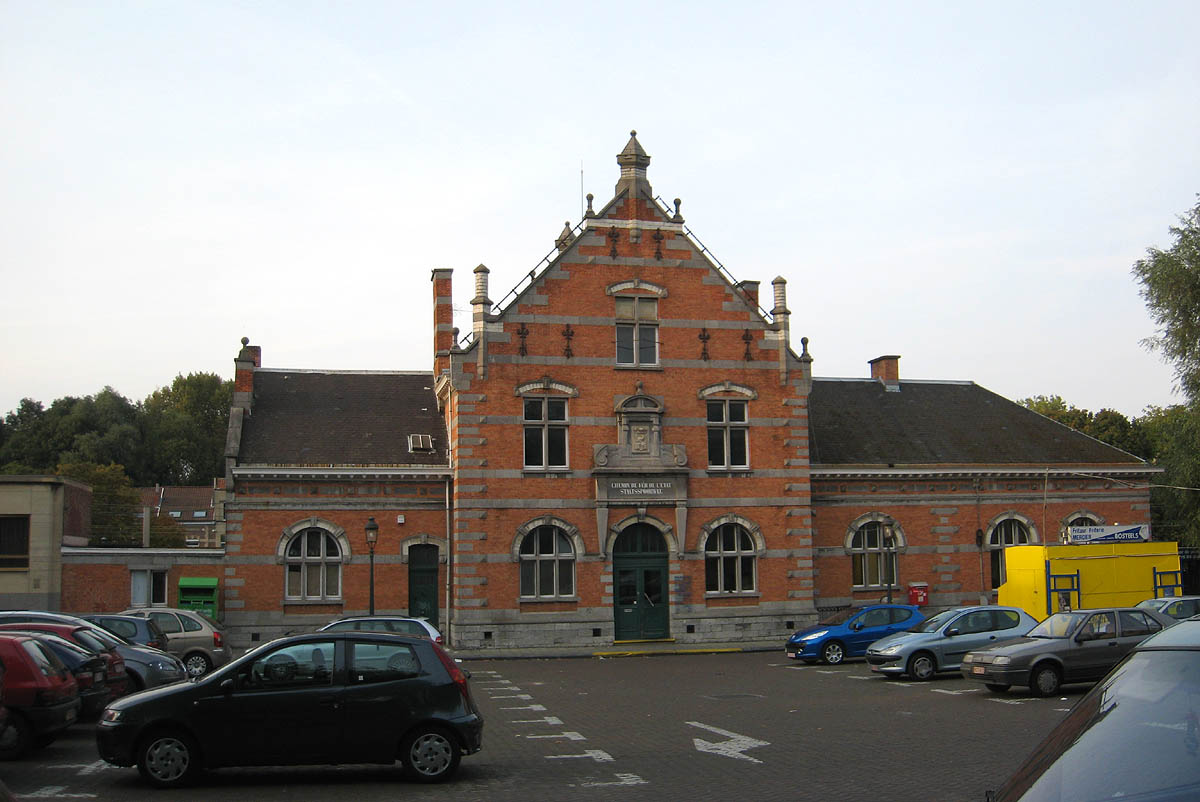
Ancien parking devant le bâtiment (supprimé).
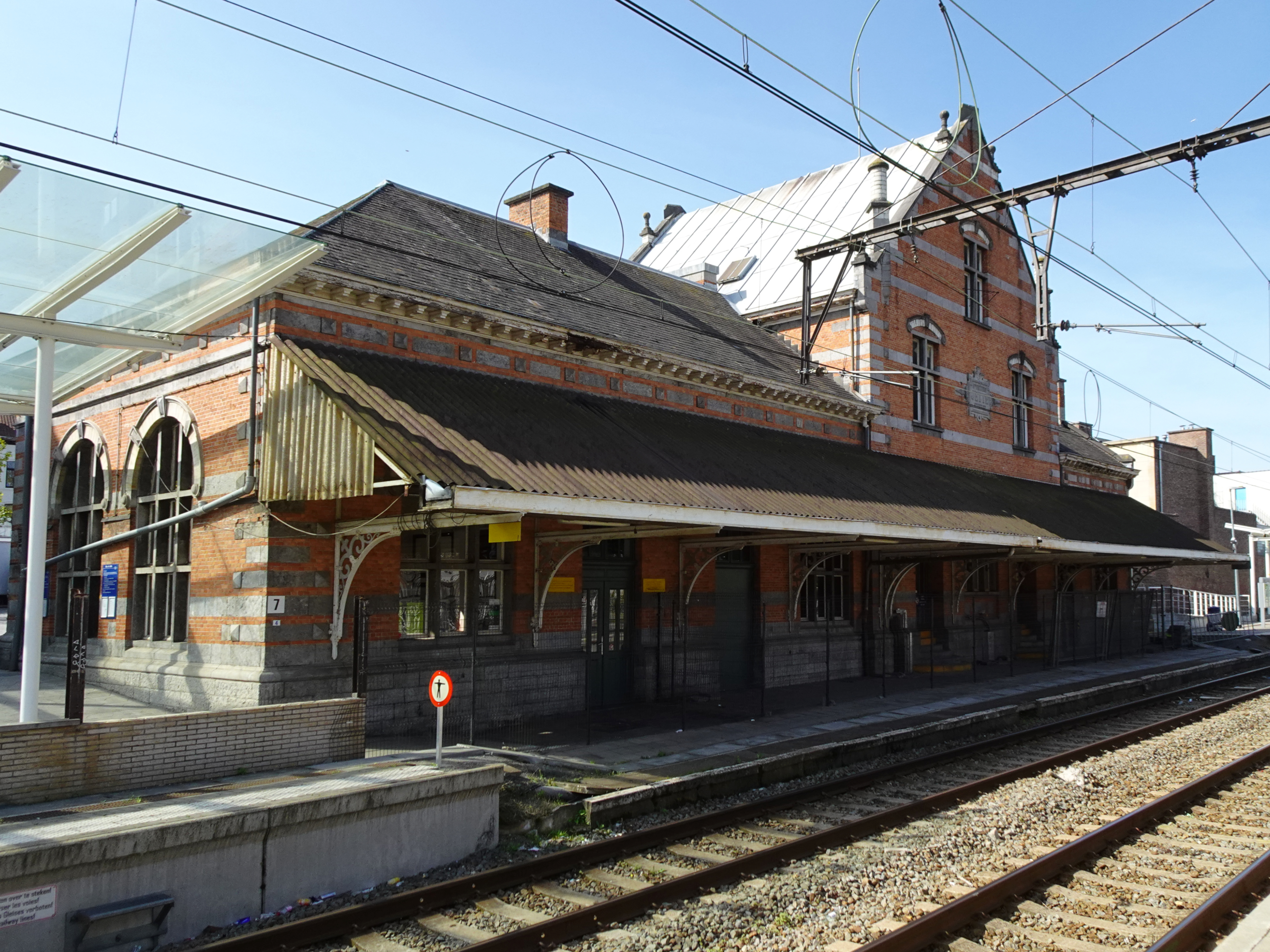
Bâtiment, côté voies.
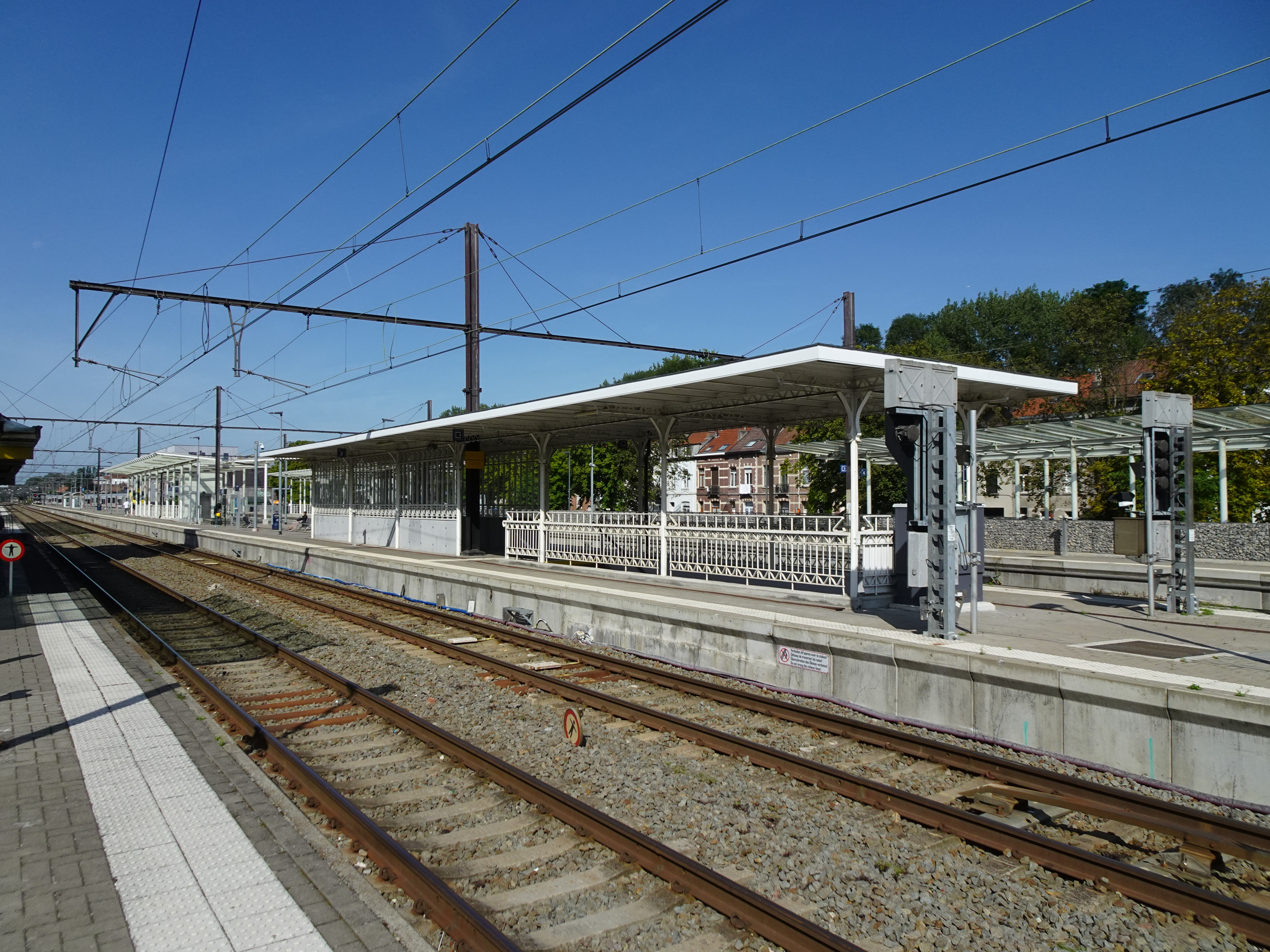
Quais de la gare.
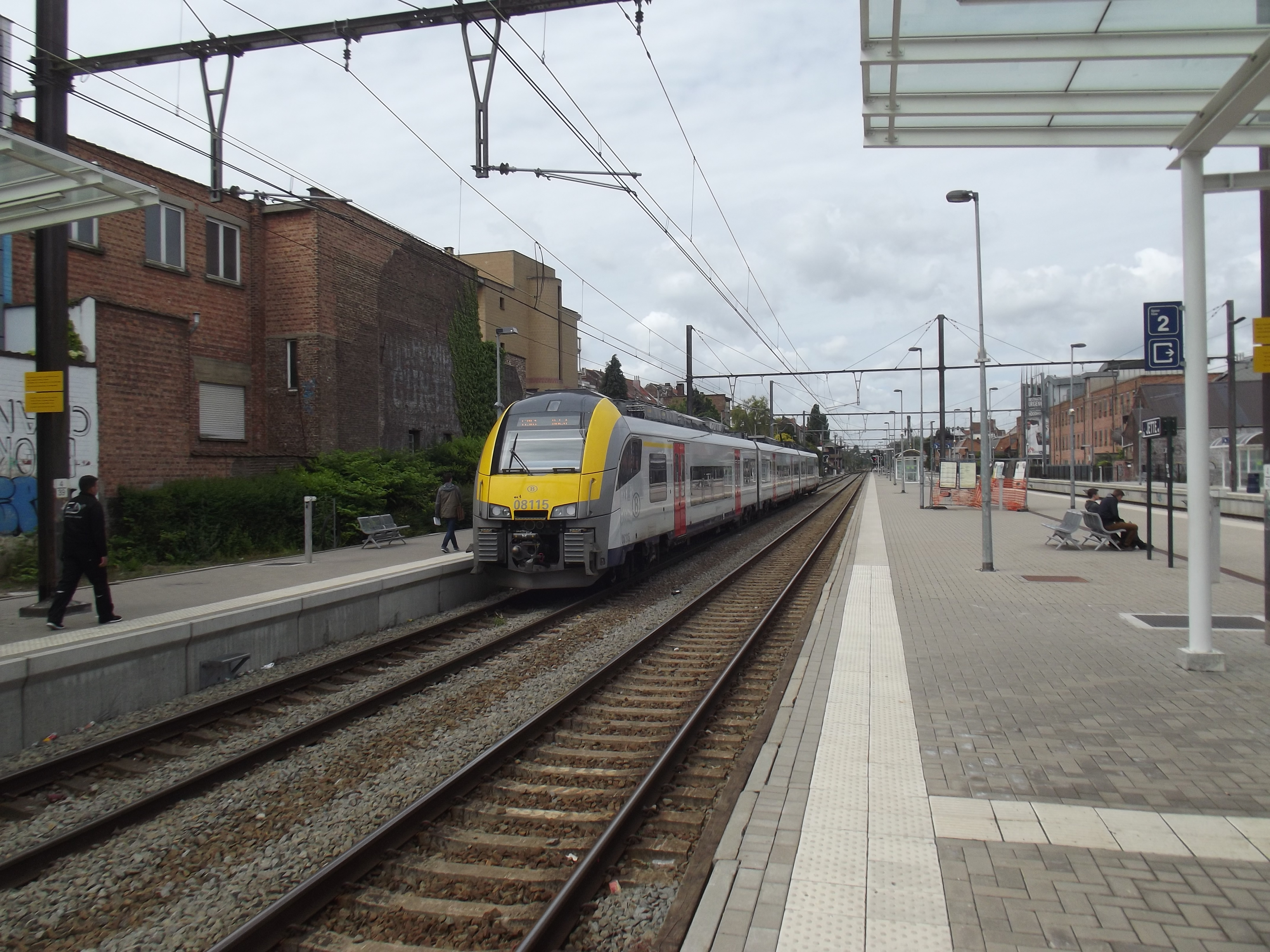
Train à quai.